# Trichocentrum estrellense
Trichocentrum estrellense är en orkidéart som beskrevs av Franco Pupulin och J.B.García. Trichocentrum estrellense ingår i släktet Trichocentrum och familjen orkidéer.
Artens utbredningsområde är Costa Rica. Inga underarter finns listade i Catalogue of Life.